# Au Palais des sports
Pour les articles homonymes, voir Palais des sports.
 (mars 2018).
Si vous disposez d'ouvrages ou d'articles de référence ou si vous connaissez des sites web de qualité traitant du thème abordé ici, merci de compléter l'article en donnant les références utiles à sa vérifiabilité et en les liant à la section « Notes et références ».
Albums de Véronique Sanson
Laisse-la vivre Véronique Sanson
Véronique Sanson au Palais des sports est le deuxième album live de la chanteuse Véronique Sanson. Cet album a été certifié disque d'or en 2001 pour plus de 100 000 exemplaires vendus en France.
Elle racontera en 2015 (lors de sa tournée "Les Années Américaines"), que l'introduction à la trompette de la chanson Monsieur Dupont, qui n'existait pas sur la version originale, a été improvisée par son musicien Steve Madaio lors de ce spectacle de 1981, alors que le système mécanique qui devait faire apparaître le piano sur scène s'était bloqué ; d'où les applaudissements durant ce long début, lorsque l'instrument arrive enfin auprès de l'artiste.
Cette introduction, restée culte pour le public, sera rejouée lors de cette série de spectacles entamée en février 2015, Véronique Sanson retrouvant pour l'occasion son trompettiste, 34 ans après.

## Titres
| No  | Titre                                                    | Durée |
| --- | -------------------------------------------------------- | ----- |
| 1.  | Y'a pas de doute il faut que je m'en aille               | 3:38  |
| 2.  | Monsieur Dupont                                          | 5:20  |
| 3.  | Véronique                                                | 3:37  |
| 4.  | Le Maudit                                                | 4:11  |
| 5.  | Un peu plus de noir                                      | 3:01  |
| 6.  | Féminin                                                  | 3:14  |
| 7.  | Bernard's song                                           | 3:48  |
| 8.  | Toute une vie sans te voir                               | 3:35  |
| 9.  | L'amour qui bat (Double 33t seulement, non repris en CD) | 3:28  |
| 10. | Ma révérence (Double 33t seulement, non repris en CD)    | 2:39  |
| 11. | Les choses qu'on dit aux vieux amis                      | 2:33  |
| 12. | Etrange comedie                                          | 3:46  |
| 13. | Doux dehors, fou dedans                                  | 3:51  |
| 14. | Bouddha                                                  | 4:41  |
| 15. | L'amour est différent                                    | 4:21  |
| 16. | Laisse-la vivre (Double 33t seulement, non repris en CD) | 5:02  |
| 17. | On m'attend là-bas                                       | 4:20  |
| 18. | Celui qui n'essaie pas                                   | 4:30  |
| 19. | Comment crois tu que la musique vienne                   | 3:58  |
| 20. | Bahia                                                    | 3:30  |
| 21. | Je suis la seule                                         | 5:10  |
| 22. | Good night sweet heart                                   | 1:31  |